# Lijst van rijksmonumenten in Rheeze
De plaats Rheeze telt 12 inschrijvingen in het rijksmonumentenregister. Hieronder een overzicht.
| Object | Oorspronkelijke functie? | Bouwjaar          | Architect | Locatie             | Coördinaten?                  | Nr.?  | Afbeelding                                                                      |
| --- | ------------------------ | ----------------- | --------- | ------------------- | ----------------------------- | ----- | ------------------------------------------------------------------------------- |
| Boerderij De Brinkhoeve, onder rieten zadeldak met wolfschild aan het achtereind                                                                          | Boerderij                | 1878 (jaarankers) |           | Rheezerbrink 2      | 52° 32' 48" NB, 6° 34' 55" OL | 20020 | Meer afbeeldingen                                                               |
| Boerderij Erve Ludolving of Stoeten, onder een met pannen en riet gedekt zadeldak, de gevels aan voor-en achterzijde hebben vlechtingen en een houten top | Boerderij                | 19e eeuw          |           | Rheezerbrink 5      | 52° 32' 45" NB, 6° 34' 60" OL | 20021 | Meer afbeeldingen                                                               |
| Boerderij Erve Raatmink, onder met riet en pannen gedekt zadeldak                                                                                         | Boerderij                | 1879 (jaarankers) |           | Rheezerbrink 11     | 52° 32' 49" NB, 6° 34' 59" OL | 20022 | Meer afbeeldingen                                                               |
| Boerderij Erve Timmermans onder afgewolfd rieten zadeldak                                                                                                 | Boerderij                | 1820 (jaarankers) |           | Rheezerweg 91       | 52° 32' 53" NB, 6° 34' 50" OL | 20023 | Meer afbeeldingen                                                               |
| Eenvoudig, sterk vernieuwd boerderijtje, Katerstede Koers, met gave, gepleisterde voorgevel                                                               | Boerderij                |                   |           | Rheezerweg 95       | 52° 32' 50" NB, 6° 34' 50" OL | 20024 | Meer afbeeldingen                                                               |
| Bij het leegstaande boerderijtje Rheezerweg 95 langs de weg een schuurtje met wanden van stro en hout onder rieten schilddak                              | Boerderij                |                   |           | Rheezerweg bij 95   | 52° 32' 50" NB, 6° 34' 50" OL | 20025 | Meer afbeeldingen                                                               |
| Schuurtje met wanden van stro en hout onder rieten schilddak                                                                                              | Boerderij                |                   |           | Rheezerbrink bij 11 | 52° 32' 49" NB, 6° 34' 59" OL | 20026 | Schuurtje met wanden van stro en hout onder rieten schilddak                    |
| Rechthoekig pandje Katerstede Brinkmans, onder rieten schilddak                                                                                           | Woonhuis                 | 19e eeuw          |           | Rheezerweg 97       | 52° 32' 48" NB, 6° 34' 49" OL | 20027 | Meer afbeeldingen                                                               |
| Grote saskische landbouwschuur, aan beide uiteinden schilddaken met riet gedekt                                                                           | Boerderij                |                   |           | Rheezerweg 48       | 52° 33' 25" NB, 6° 35' 32" OL | 20028 | Grote saskische landbouwschuur, aan beide uiteinden schilddaken met riet gedekt |
| Evenwijdig met de weg gelegen saskische houten schuurtje onder rieten schilddak                                                                           | Boerderij                |                   |           | Rheezerweg 58       | 52° 32' 53" NB, 6° 34' 52" OL | 20029 | Meer afbeeldingen                                                               |
| Boerderij Het Meisters, onder rieten zadeldak, voor- en achtergevel met vlechtingen                                                                       | Boerderij                | 19e eeuw          |           | Rheezerweg 62       | 52° 32' 49" NB, 6° 34' 53" OL | 20030 | Meer afbeeldingen                                                               |
| Boerderij Het Vrielinck, Wilms of Warminck, onder rieten, aan de voorzijde afgewolfd zadeldak                                                             | Boerderij                | 1853              |           | Ringweg 2           | 52° 32' 53" NB, 6° 34' 49" OL | 20031 | Meer afbeeldingen                                                               |